# قرار مجلس الأمن التابع للأمم المتحدة رقم 40
قرار مجلس الأمن التابع للأمم المتحدة رقم 40، المعتمد في 28 فبراير 1948، طلب أن تقوم لجنة المساعي الحميدة بمراقبة التطورات السياسية في غرب جاوة ومادورا وإبلاغ المجلس بنتائجها بشكل متكرر.
تم تبني القرار بأغلبية ثمانية أصوات، مع امتناع ثلاثة عن التصويت من الأرجنتين وأوكرانيا والاتحاد السوفيتي.